# Chomelia fasciculata
Chomelia fasciculata är en måreväxtart som först beskrevs av Olof Swartz, och fick sitt nu gällande namn av Olof Swartz. Chomelia fasciculata ingår i släktet Chomelia och familjen måreväxter. Inga underarter finns listade i Catalogue of Life.